# جزر نجمي
الجزر النجمي (الاسم العلمي: Astrodaucus) هو جنس من النباتات يتبع الفصيلة الخيمية من رتبة الخيميات.

## أنواع
- جزر نجمي شاطئي (الاسم العلمي:Astrodaucus littoralis)
- جزر نجمي شرقي (الاسم العلمي:Astrodaucus orientalis)
- جزر نجمي فارسي (الاسم العلمي:Astrodaucus persicus)
- جزر نجمي رقيق الثمار (الاسم العلمي:Astrodaucus leptocarpus)